# ジェフティ (ファラオ)
ジェフティ（在位:前1648年-前1645年または前1644年頃 - 1643年頃）は、古代エジプト第16王朝の第2代あるいは第17王朝の第4代ファラオ（王）。

## 概要
即位名をセケムラー・セメンタウイといい、トリノ王名表の第11欄に3年間在位したと記述のある同じ即位名の王に比定されている。また、カルナックの王名表にも名前が載っている。ジェフティの名が記された遺物は全て北はデル・エル・バラス、南はエドフに至るナイル川流域の150キロ圏内から出土している。これはテーベの王権が当時支配したと思われる領域に概ね対応している。だが、壁画に彫られたジェフティの姿は、彼の支配が及んでいなかった下エジプトの象徴である赤い王冠を被っている。

### 家族構成
王妃メンチュヘテプの墓が、デラ・アブ・エル・ナガの共同墓地から発見されており、中からはジェフティが妻へ送った化粧箱が見つかっている。祖父は第13王朝中頃の王イアイブの宰相を務めていた人物であったと考えられている。テーベの王権はナイル川デルタへ侵入し、第15王朝を樹立したヒクソスによってイチ・タウイを追われた第13王朝政権が、都を上流に移したものと考えられている。ジェフティの家族構成は謎の多い第二中間期初期の歴史を紐解く上での手がかりとなっている。